# イム・ジヨン
イム・ジヨン（韓国語:임지연、漢字:林智研、1990年6月23日 - ）は、韓国の女優。韓国芸術総合学校演劇院卒業。2014年の映画『情愛中毒』で一躍注目を浴びた。

## 略歴
将来の目標を女優とした彼女は、安定した職業に就いて欲しいと願う両親の反対を押し切り、韓国芸術総合学校に入学する。2014年に公開されたR指定映画『情愛中毒』ではソン・スンホン演じる主人公と禁断の愛に溺れる役柄を演じ、高い評価を得た。2016年のMBC制作ドラマ『吹けよ、ミプン』では初のタイトルロールを演じた他、2022年のテレビドラマ『ザ・グローリー 〜輝かしき復讐〜』の撮影後、敵役のイ・ドヒョンとの熱愛を発表した。

## 主な出演作

### ドラマ
- 上流社会（朝鮮語版）（2015年、SBS） - イ・ジイ役
- テバク〜運命の瞬間〜（2015年、SBS） - タムソ役
- ドクターズ〜恋する気持ち〜（2017年、SBS） - イ・スジョン役（特別出演）
- 吹けよ、ミプン（朝鮮語版）（2017年、MBC） - キム・ミプン/キム・スンヒ役
- ウェルカム2ライフ（朝鮮語版）（2019年、MBC） - ラ・シオン役
- 君のハートに魔法をかけろ（2020年、TVING) -ソ・ジュンヒ役
- バラマンション（朝鮮語版）（2021年、TVING） - ソン・ジナ役
- ペーパー・ハウス・コリア: 統一通貨を奪え（朝鮮語版）（2022年、Netflix） - ソウル役
- ザ・グローリー 〜輝かしき復讐〜（2022年、Netflix） - パク・ヨンジン役
- 庭のある家（2023年、ENA） - チュ・サンウン役
- 国民死刑投票（2023年、SBS） - ジュヒョン役[3]
- オク氏夫人伝 -偽りの身分 真実の人生-（2024年、JTBC） -クドク役

### 映画
- 情愛中毒（2014年）
- 背徳の王宮（2015年）
- LUCK-KEY ラッキー（2016年）
- タチャ ワン・アイド・ジャック（2019年）
- スピリットウォーカー（2021年）
- リボルバー（2024年）

### 広告
- アモーレパシフィック（2015年）

## 受賞歴
- 2014年度大鐘賞新人女優賞　- 情愛中毒
- 2016年度MBC演技大賞女性部門最優秀演技賞 - 吹けよ、ミプン
- 2019年度MBC演技大賞女性部門最優秀演技賞　- ウェルカム2ライフ